# コンシューマー・エレクトロニクス・ショー・アジア
コンシューマー・エレクトロニクス・ショー・アジアは、毎年6月に中華人民共和国上海新国際博覧中心で開催される家電製品、電子機器、ITなどの総合見本市。毎年1月にアメリカ合衆国ラスベガス・コンベンションセンターで開催されているコンシューマー・エレクトロニクス・ショーのアジア版として位置づけられている。略称CESアジア。全米民生技術協会（CTA(Consumer Technology Association)）が設立したインターナショナルCES（上海）エキシビションが所有・運営。

## 概要
第1回（2015年）が開催されて以降、毎年6月に開催。
第3回（2017年）の時点で、参加企業は22カ国・地域から450社に達し、初回からほぼ倍増。ロボットの関連技術の展示が目玉となっていた。
第5回（2019年）では、約550社が参加。電気自動車の開発が進んでいる背景もあり、日本企業を含む自動車関連のブースが3割近くになる特徴を見せた。